# Mississippi Alluvial Plain
Mississippi River Alluvial Plain er skabt af Mississippifloden, som løber gennem syv USA-stater fra det sydlige Illinois til Louisiana (Illinois, Missouri, Kentucky,Tennessee, Arkansas,Mississippi, Louisiana).
Den er delt i henholdsvis Mississippiflodens delta i Louisiana og Mississippi Embayment, der løber fra det centrale Louisiana til Illinois.
Den består af løst, ucementeret materiale som floden har aflejret, idet den opsamler og nedlægger i hele sin længde materiale som sten og skidt fra dens leje. Hvor floden strømmer hurtigt, opsamles der flere partikler end der lægges, og hvor floden strømmer langsomt lægges der flere materialer end der opsamles. Områder hvor partiklerne lægges kaldes alluviale sletter, deraf det engelske "Alluvian Plain"